# Alfa Romeo Spider (Duetto)
Cet article concerne le modèle Alfa Romeo Spider, version spyder de l'Alfa Romeo Giulia berline, lancé en 1966.
Pour le modèle Alfa Romeo Spider dérivée du coupé GTV de 1995, voir Alfa Romeo GTV, et pour le modèle de 2006, version coupé de la Brera, voir Alfa Romeo Spider.
L'Alfa Romeo Duetto Spider est un roadster du constructeur italien Alfa Romeo. Sa production a débuté en 1966 et s'est achevée en 1993. Reconnu comme un grand classique, ce modèle n'a subi que relativement peu de modifications esthétiques ou mécaniques durant ses trois décennies de production.

## Histoire

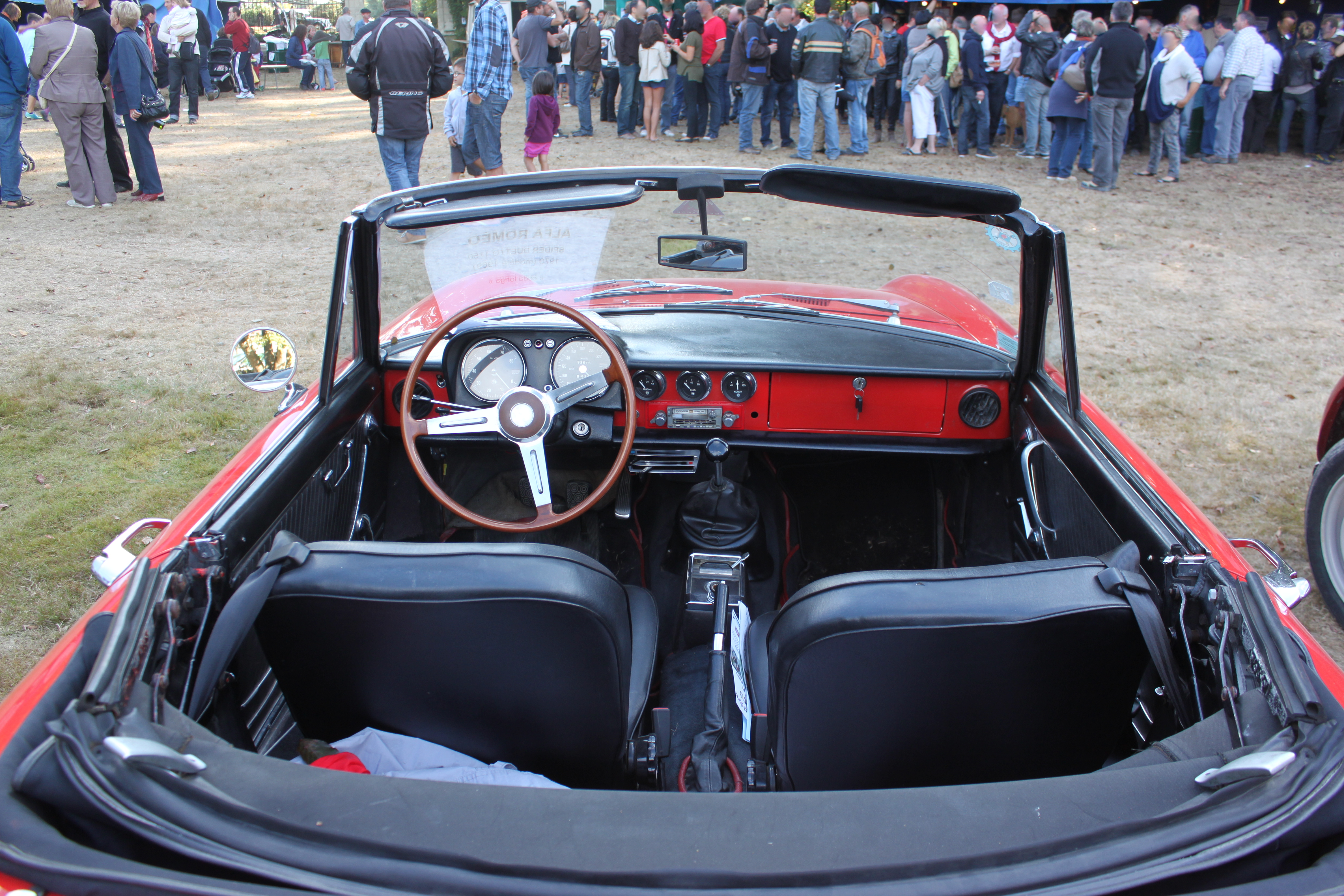
Intérieur de « Coda Longa » 1970.

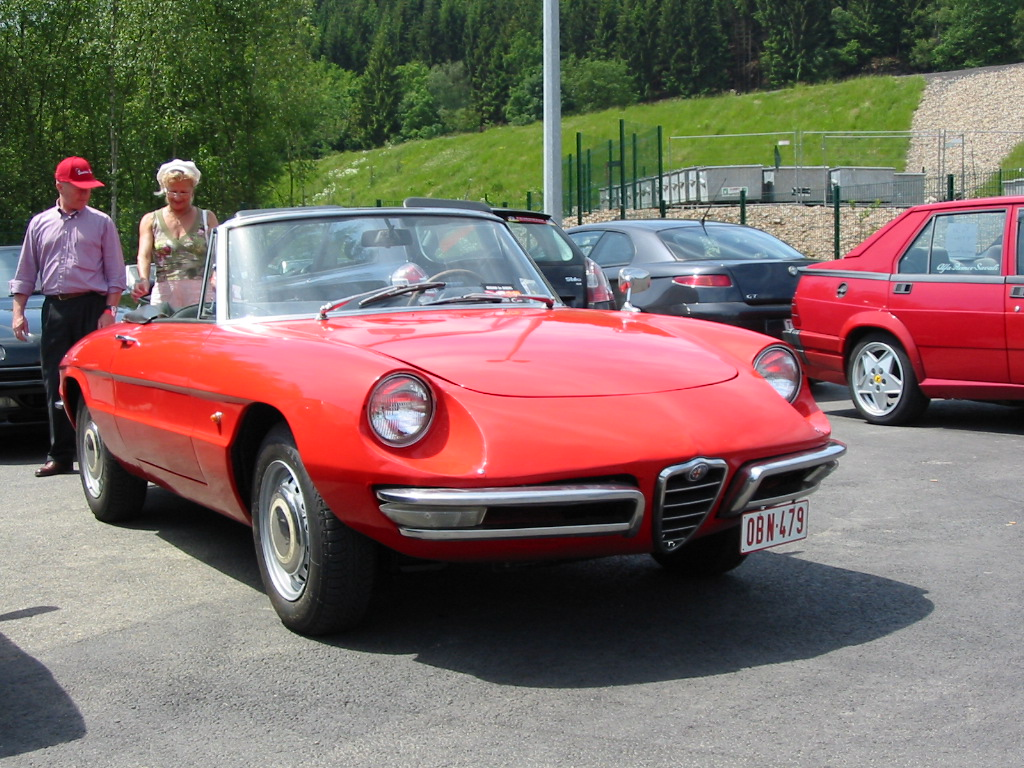
Alfa Romeo Spider Duetto.

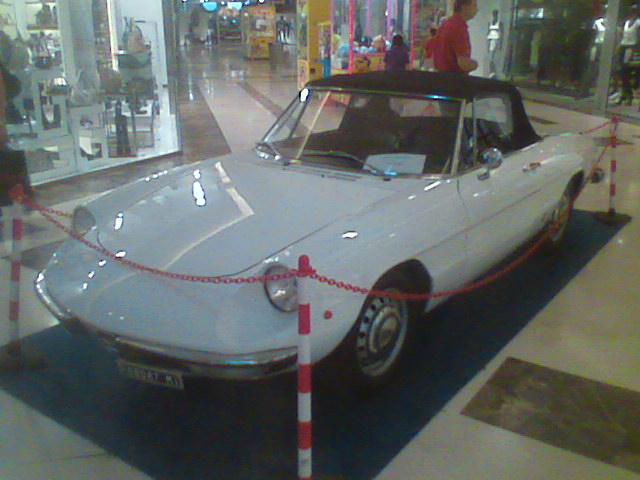
Alfa Romeo Spider 1300.

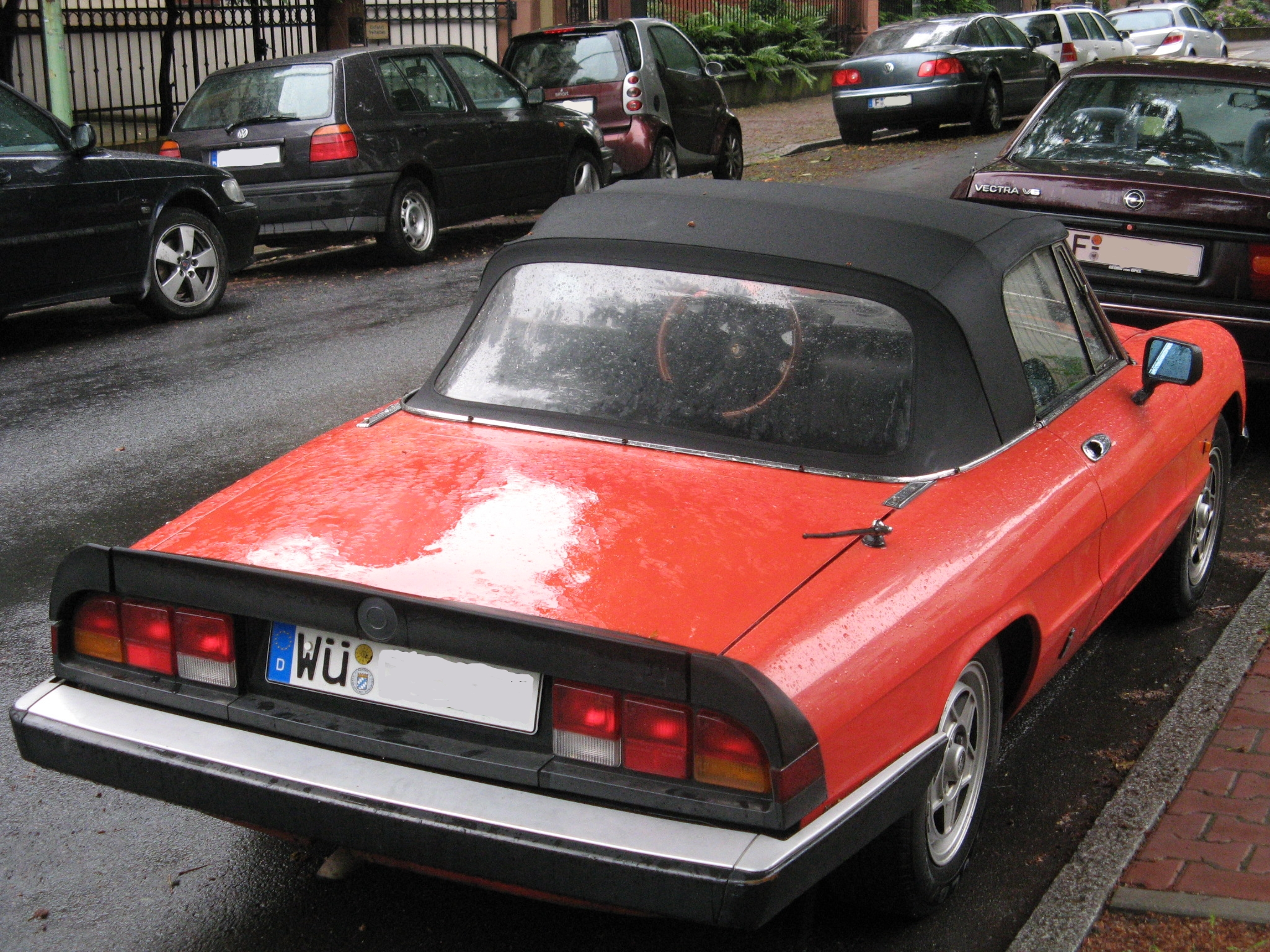
Alfa Romeo Spider Série 3 « Aerodinamica ».

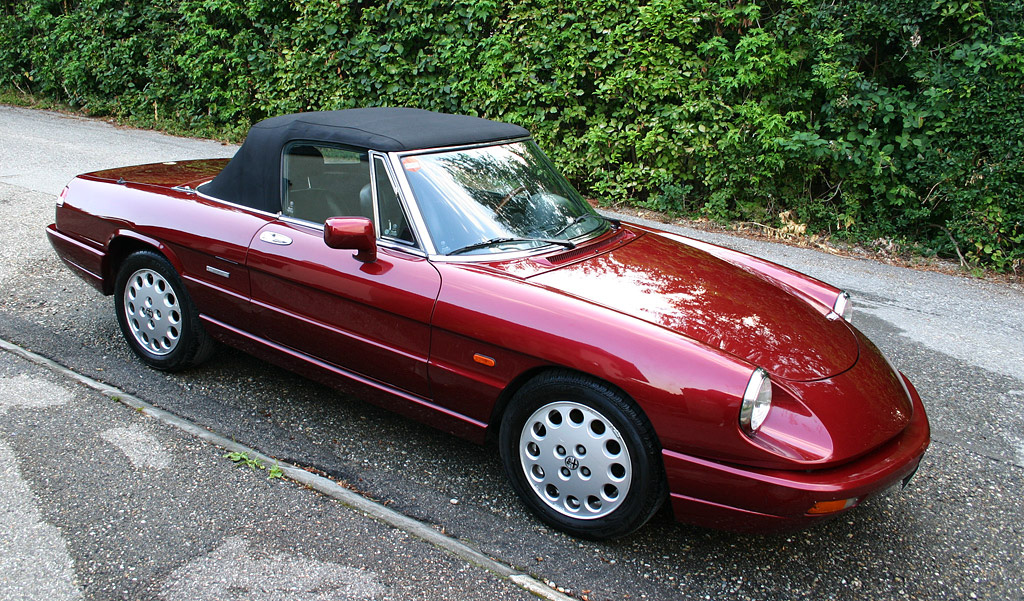
Alfa Romeo Spider Série 4.

L'Alfa Romeo Spider Duetto est une des voitures les plus connues du célèbre constructeur milanais, produite entre 1966 et 1993 au sein de l'usine du célèbre carrossier Pininfarina à Grugliasco, près de Turin pour les trois premières séries et dans sa nouvelle usine de San Giorgio Canavese pour la quatrième série. Pininfarina est également l'auteur du dessin de la carrosserie et de son aménagement intérieur.
Le projet de réalisation de cette version décapotable de la fameuse berline Alfa Romeo Giulia, a été confié au maître carrossier Pininfarina en 1964 et, alors que la voiture était quasiment prête pour sa commercialisation, Alfa Romeo lança un concours pour choisir le nom de la belle « 1600 Spider ». Ce fut un client de la marque, monsieur Guidobaldo Trionfi résidant à Brescia qui l'emporta en proposant le nom « Duetto » qui lui alla si bien.
Ce nom fut, dans un premier temps sur la première série, accolé officiellement à l'appellation commerciale « 1600 Spider », dont la production atteint seulement 6 325 exemplaires de 1966 à 1968. En réalité, la dénomination « Duetto » ne put être utilisée que pendant une seule année à cause de l'homonymie avec le nom d'un goûter au chocolat pour les enfants très connu en Italie et ailleurs (la marque produit aussi une très célèbre pâte à tartiner). Sur aucun autre modèle de cette gamme cette appellation ne sera utilisée mais elle est restée dans l'imaginaire et dans le langage commun de cette génération de personnes, que bien souvent on baptise tous les spiders dérivés de l'Alfa Romeo Giulia improprement de Duetto.
En mai 2022, Alfa Romeo annonce la préparation d'une nouvelle génération prévue vers 2027, qui sera électrique.

## Design et mécanique
Le dessin de la carrosserie fut confié à la carrosserie Pininfarina qui proposa une voiture basse aux formes très arrondies avec des flancs convexes.
La mécanique et la plate-forme en général provenaient de la berline Giulia dont l'empattement fut raccourci à 2 250 mm. Cette voiture détient un record chez le constructeur italien, c'est celle qui est restée le plus longtemps en production, vingt-six ans.

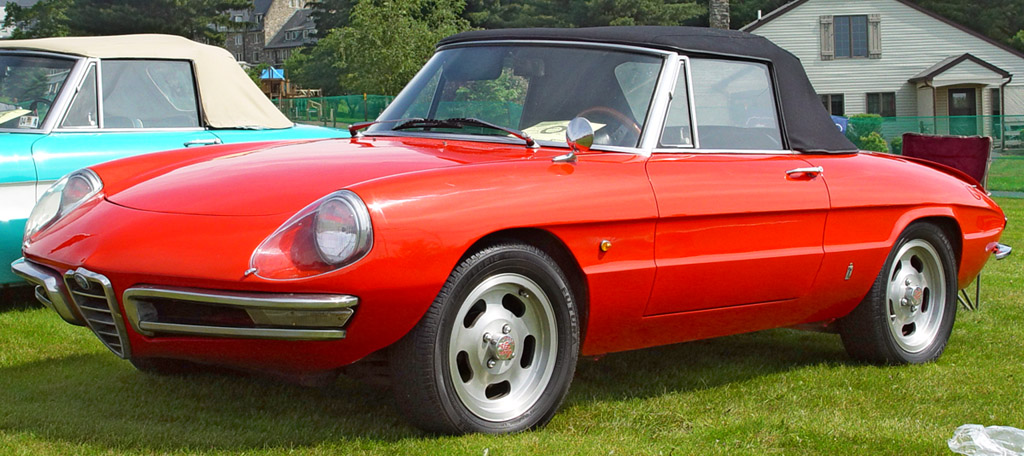
Une Duetto de 1967.

## Quatre séries

### 1resérie«osso di seppia -os de seiche»
Au mois de mai 1966, trois exemplaires prototypes sont embarqués sur le bateau transatlantique italien Raffaello pour une présentation aux États-Unis. La Spider devient une véritable star de cinéma dans le célèbre film The Graduate de 1967 avec Anne Bancroft et Dustin Hoffman (Le Lauréat).
La première série de la Spider Duetto sera produite jusqu'en 1968 à 6 325 exemplaires.

### 2esérie«coda tronca -arrière tronqué»
Présentée en 1969 au Salon de l'automobile de Turin, la deuxième série se caractérise par sa coupe nette sur le coffre, des pare-chocs en acier inox avec une bande de protection en caoutchouc et la disparition des visières aérodynamiques couvrant les phares avant.
Une nouvelle version « Spider Veloce 1750 », qui remplaçait la version 1600, verra une nouvelle version Spider Veloce 2000, élargir le choix en 1971. La version 1750 s'arrêtera en 1972.
En 1972, par contre, le moteur de 1,6 litre est de nouveau disponible ainsi que le petit moteur 1,3 litre, dans une série Spider Junior, comme pour la version Coupé Sprint GT Junior. Cette série sera uniformisée au niveau de l'aménagement intérieur, à la seule exception du volant en bois Hellebore réservé à la version 1.6.
À partir de 1977, la version 1.3 n'est plus disponible, seules les motorisations 1,6 et 2,0 Spider Veloce figureront au catalogue jusqu'en 1982.
Toutes les motorisations sont alimentées par deux carburateurs double corps Dell'Orto ou Weber, à la seule exception des modèles de la série « America » destinée au marché américain qui ne comprend que la version 2 litres à injection mécanique Spica. La série « America » est reconnaissable à ses énormes pare-chocs à absorption d'énergie, obligatoires à l'époque sur le marché des États-Unis.
En 1983 cette série sera remplacée par la troisième série surnommée « aerodinamica », qui ne fera pas l'unanimité des puristes de la marque.

### 3esérie«aerodinamica»
Lancée en 1983, cette série va bénéficier de substantielles modifications, lourdeurs diront certains, qui heureusement ne modifient en rien les éléments de carrosserie, ce ne seront que des ajouts. Les modifications concernent de nouveaux pare-chocs plus enveloppants, la coupe du coffre accentuée par un spoiler arrière sur le coffre en matériau synthétique noir, peu discret. Ces retouches seront peu appréciées et très critiquées par les puristes et bien d'autres. En 1986, Alfa Romeo rajoute des profilés sous les flancs et lance la version avec finition très haut de gamme Quadrifoglio Verde. La planche de bord sera revue et restera inchangée jusqu'à l'arrêt de fabrication de la 4e série.

### 4eet dernière série
Pour cette 4e série, lancée en 1990, Pininfarina opère un retour aux sources et élimine tous ces accessoires disgracieux qui ont alourdi la ligne de la 3e série. Les pare-chocs sont désormais intégrés à la carrosserie et de la même teinte, le logo placé sur la calandre scudetto est restylé, les jupes latérales sont remplacées par des couvre-longerons plus fins, les rétroviseurs sont électriques, réglables de l'intérieur et les feux arrière sont redessinés.
La sellerie est de couleur beige ou noire avec des insertions de daim. Les sièges sont légèrement reculés et la direction assistée est livrée en série. Cette dernière série sera produite à 18 456 exemplaires et sera commercialisée avec trois moteurs : 1,6 litre à carburateurs, 2.0 i.e. et 2,0 i.e. avec catalyseur.
En 1994, ce modèle, qui a fait tourner tant de têtes, a été remplacé par la GTV Spider, réalisée sur la base de la plate-forme commune modifiée de la Fiat Tipo, qui équipera de nombreuses voitures comme les Fiat Tipo, Fiat Tempra, Fiat Coupé, Lancia Dedra, Lancia Delta II, Alfa Romeo 155, Alfa 145/146 et Alfa Romeo GTV. Les modifications concernaient essentiellement la géométrie des suspensions arrière de type multilink, adoptées en remplacement des bras tirés d'origine.

## Production
| Version              | Série                       | Années de production | Exemplaires |
| -------------------- | --------------------------- | -------------------- | ----------- |
| 1600 Spider "Duetto" | 1ère série (osso di seppia) | 1966 - 1968          | 6.325       |
| 1750 Spider Veloce   | 1ère série (osso di seppia) | 1967 - 1969          | 4.685       |
| Spider 1300 Junior   | 1ère série (osso di seppia) | 1968 - 1969          | 2.681       |
| Spider 1300 Junior   | 2e série (coda tronca)      | 1969 - 1972          | 2.680       |
| 1750 Spider Veloce   | 2e série (coda tronca)      | 1969 - 1972          | 4.036       |
| 2000 Spider Veloce   | 2e série (coda tronca)      | 1971 - 1982          | 38.379      |
| Spider 1300 Junior   | 2e série (coda tronca)      | 1972 - 1977          | 1.876       |
| Spider 1600 Junior   | 2e série (coda tronca)      | 1972 - 1975          | 2.371       |
| Spider 1600          | 2e série (coda tronca)      | 1975 - 1982          | 2.477       |
| Spider 1.6           | 3e série (aérodynamique)    | 1983 - 1990          | 5.390       |
| Spider 2.0           | 3e série (aérodynamique)    | 1982 - 1990          | 29.210      |
| Spider 2.0 Q.V.      | 3e série (aérodynamique)    | 1985 - 1989          | 2.598       |
| Spider 1.6           | 4e série                    | 1990 - 1992          | 2.951       |
| Spider 2.0           | 4e série                    | 1990 - 1994          | 18.456      |
| Total Source         | Total Source                | Total Source         | 124.115     |